# 부그 파월
존 웨슬리 "부그" 파월(John Wesley "Boog" Powell, 1941년 8월 17일 ~ )은 미국의 전 프로 야구 선수로, 메이저 리그 베이스볼(MLB)에서 1961년부터 1977년까지 1루수와 좌익수로 뛰었다. 1966년부터 1971년까지, 4회 아메리칸 리그(AL) 페넌트 우승을 차지했고 2회 월드 시리즈 우승에 오른 볼티모어 오리올스 왕조의 일원이었다. 통산 4회 올스타에 올랐으며, 1964년 장타율 .606으로 AL 1위에 이름을 올렸고, 1970년 AL MVP를 수상했다. 선수 말년에 클리블랜드 인디언스와 로스앤젤레스 다저스 등지에서 뛰었으며, 선수로서의 은퇴 이후인 1979년에 볼티모어 오리올스 명예의 전당에 입성했다.

## 외부 링
- (영어) 경력 통계와 선수 정보 - Baseball Reference, or Fangraphs, or Baseball Reference (Minors), or RetrosheetBaseball-Reference (Minors),  Retrosheet
- Boog Powell - Baseballbiography.com